# Dům čp. 418 (Štramberk)
Dům čp. 418 stojí na ulici Plaňava ve Štramberku v okrese Nový Jičín. Roubený dům byl postaven koncem 18. století. Byl zapsán do Ústředního seznamu kulturních památek ČR před rokem 1988 a je součástí městské památkové rezervace.

## Historie
Podle urbáře z roku 1558 bylo na náměstí postaveno původně 22 domů s dřevěným podloubím, kterým bylo přiznáno šenkovní právo, a sedm usedlých na předměstí. Uprostřed náměstí stál pivovar. V roce 1614 je uváděno 28 hospodářů, fara, kostel, škola a za hradbami 19 domů. Za panování jezuitů bylo v roce 1656 uváděno 53 domů. První zděný dům čp. 10 byl postaven na náměstí v roce 1799. V roce 1855 postihl Štramberk požár, při němž shořelo na 40 domů a dvě stodoly. V třicátých letech 19. století stálo nedaleko náměstí ještě dvanáct dřevěných domů.
Původní roubený dům čp. 418 byl postaven koncem 18. století. Dům byl rekonstruován v roce 1999. Objekt je typickou stavbou původní předměstské zástavby ve Štramberku.

## Stavební podoba
Dům je přízemní roubená stavba na obdélném půdorysu, je orientovaná jižním štítovou stranou do ulice a severním do údolí. Dispozice je dvojdílná se síní a jizbou. Stavba je postavena na vysoké kamenné omítané podezdívce, která vyrovnává vysokou svahovou nerovnost. Štítové průčelí orientované do údolí (na sever) je dvouosé. Štíty jsou trojúhelníkové svisle bedněné se dvěma okny s polovalbou nahoře a s podlomenicí v patě štítu. Západní okapová strana je dvouosá. Střecha je sedlová s polovalbami krytá šindelem.